# Álvaro de Sande

Brasão de Álvaro de Sande, Marquês de Piovera.

Dom Álvaro de Sande (1489 - 20 de outubro de 1573) foi um nobre e líder militar espanhol.

Nasceu em Cáceres, filho de Don Juan de Sande, segundo senhor de Valhondo.  Dom Álvaro de Sande participou em numerosas campanhas do Exército Espanhol, incluindo a Conquista de Túnis (1535), a conquista de Düren e Roermond em 1543, e a grande Batalha de Mühlberg em 1549, na qual ele se destacou. Quando a Campanha Alemã terminou, Sande lutou na Guerra italiana de 1551–1559 contra a França, nos Terços de Milão.
Apesar de sua idade avançada, participou em 1560 na Batalha de Djerba contra os turcos, que terminou em desastre. Após a batalha naval, os soldados sobreviventes refugiaram-se no forte que haviam concluído poucos dias antes. Quando Giovanni Andrea Doria conseguiu escapar em uma pequena embarcação, De Sande tornou-se comandante da força no forte, que logo foi atacado pelas forças combinadas de Piyale Pasha e Turgut Reis. Após um cerco de três meses, a guarnição rendeu-se e 5.000 prisioneiros, incluindo Álvaro de Sande, foram transportados para Istambul.
Após 2 anos, De Sande foi resgatado por 60.000 escudos e regressou à Espanha. O embaixador do Sacro Império Romano em Constantinopla, Ogier de Busbecq, ajudou os prisioneiros espanhóis detidos pelos turcos e esteve envolvido na garantia da sua libertação.  Os dois homens viajaram juntos até Viena no outono de 1562. De Sande lutou contra o Turcos novamente no Cerco de Malta, em 1565.
Álvaro de Sande recebeu Valdefuentes do rei Filipe II e foi nomeado primeiro Marquês de la Piovera. Tornou-se governador interino do Ducado de Milão em 21 de agosto de 1571, cargo que ocupou até 7 de abril de 1572.
Casou-se com Antonia de Guzmán e teve um filho Rodrigo de Sande, 2.º Marquês de Piovera.  Ele morreu em Milão.